# Turahanoğlu Ömer Bey
Turahanoğlu Ömer Bey (en griego: Ὀμάρης o Ἀμάρης; fl. 1435-1484) fue un general y gobernador otomano. Hijo del famoso Turahan Bey, estuvo activo principalmente en el sur de Grecia: luchó en Morea contra los bizantinos en las décadas de 1440 y 1450 y contra los venecianos en la década de 1460, mientras que en 1456 conquistó el Ducado latino de Atenas. También luchó en Albania, el noreste de Italia, Valaquia y Anatolia.

## Familia
Nació en la familia Turahanoğlu, de origen yörük, descendiente de Yiğit Bey de los Saruhan. Ömer era hijo del prominente cacique akıncı y gobernador de Tesalia, Turahan Bey, y por lo tanto era nieto de Yiğit Bey, conquistador de Skopie. Tenía un hermano, Ahmed Bey, y dos hijos, Hasan e Idris, este último un notable poeta y traductor de poesía persa.

## Guerras contra los bizantinos
Se desconoce la fecha exacta del nacimiento de Ömer; de joven, fue presentado al enviado bizantino Jorge Esfrantzes en 1435 y para 1444, tenía la edad suficiente para asumir las funciones de su padre como uç bey («señor de la marcha») de Tesalia durante la caída en desgracia temporal de Turahan. Ese mismo año, Ömer lideró una incursión contra el Ducado de Atenas, que estaba cayendo bajo la influencia del enérgico príncipe bizantino Constantino Paleólogo, déspota de Morea. Esta demostración de fuerza, sumada a la decisiva victoria otomana en la batalla de Varna, convenció al duque de Atenas, Nerio II Acciaioli, de volver a su lealtad otomana. Ömer también participó en la campaña de represalia del sultán Murad II contra Paleólogo a finales de 1446. Los otomanos abrieron una brecha en el muro del Hexamilión y devastaron Morea, obligando a los déspotas a convertirse en vasallos otomanos. En 1449, cuando Constantino Paleólogo se convirtió en el nuevo emperador bizantino y abandonó Morea, sus hermanos Demetrio y Tomás Paleólogo comenzaron a disputarse por su parte del poder del Despotado. Finalmente, el conflicto se resolvió gracias a la mediación de Constantino y Ömer, quienes aprovecharon la oportunidad para demoler por completo el Hexamilión.
En octubre de 1452, Ömer y su hermano acompañaron a Turahan en otra expedición contra Morea, cuyo objetivo era impedir la participación del Despotado en el inminente ataque otomano a la capital bizantina, Constantinopla. Después de que los turcos irrumpieron en el reconstruido Hexamilión, los bizantinos ofrecieron poca resistencia y las tropas de Turahan saquearon su camino desde Corintia hasta Mesenia. Ahmed, sin embargo, fue capturado en una emboscada en Dervenakia y encarcelado en Mistrá. La caída de Constantinopla el 29 de mayo de 1453 tuvo grandes repercusiones en Morea. Los dos déspotas continuaron su rivalidad y eran impopulares entre sus propios súbditos sofocarla.
En 1456, Ömer sucedió a su padre como gobernador de Tesalia y ese mismo año, sus tropas ocuparon Atenas. El duque Francesco II Acciaioli y sus habitantes huyeron a la Acrópolis, donde resistieron durante dos años hasta su rendición en junio de 1458. Ese mismo año, el sultán Mehmed II emprendió personalmente la campaña contra Morea, donde los dos déspotas habían vuelto a sus disputas y negociaban con las potencias occidentales ayuda contra los otomanos. Mehmed derrotó la resistencia bizantina en Hexamilión y tomó por asalto la estratégicamente importante Acrocorinto. Los déspotas se apresuraron entonces a reconfirmar su lealtad, pero el sector noreste de Morea fue anexado como provincia otomana independiente, y Ömer se convirtió en su primer gobernador.